# Pittore di Cleofonte

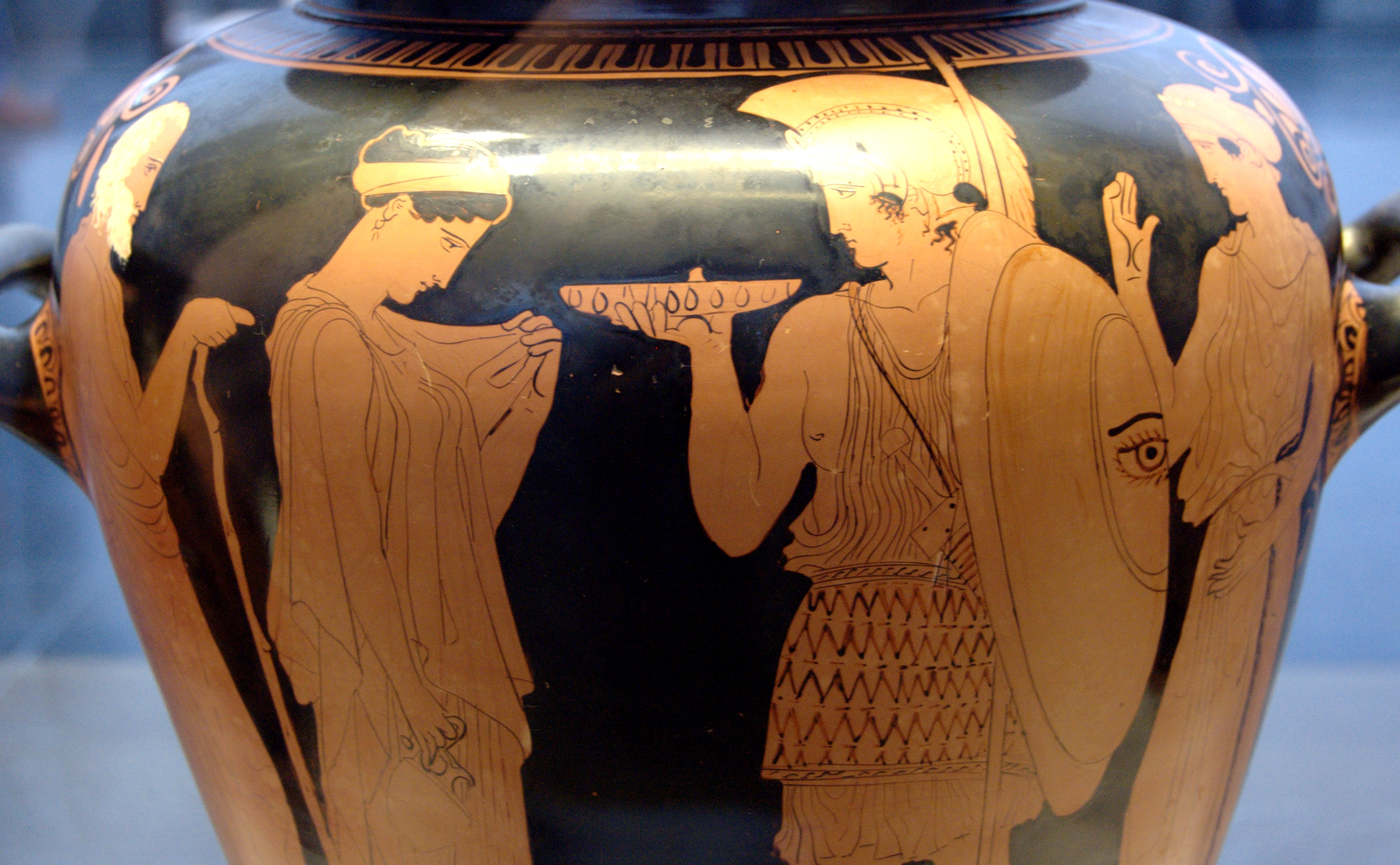
Partenza del Soldato. Vaso attico a figure rosse

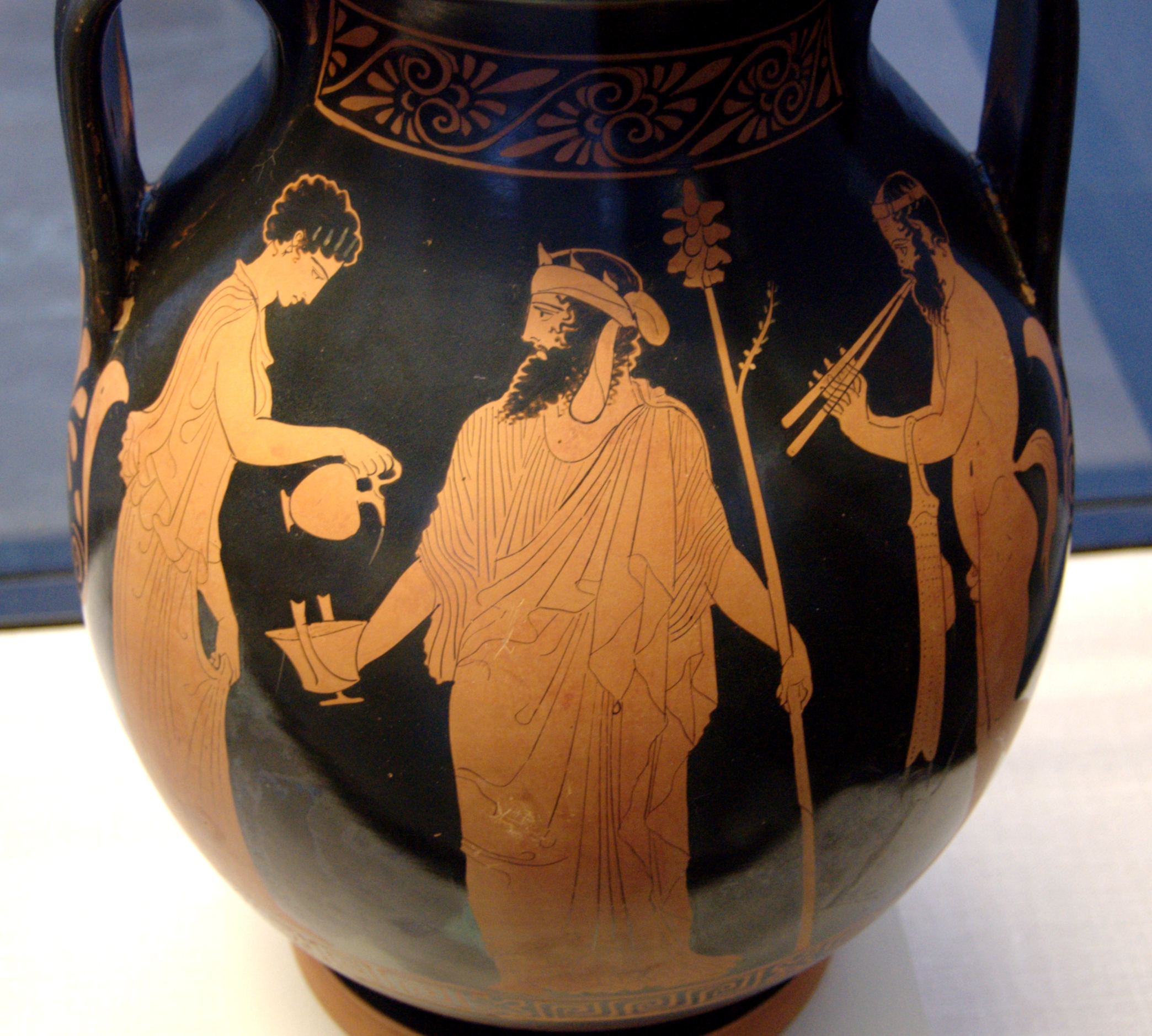
Menade serve una libagione a Dioniso. Vaso attico a figure rosse.

Pittore di Cleofonte o anche Pittore di Kleophon (fl. V-IV secolo a.C.) è il nome convenzionale assegnato ad un ceramografo attico, allievo di Polignoto, ceramografo di seconda generazione della bottega polignotea e specializzato nella decorazione di vasi di grandi e medie dimensioni. Il suo vaso eponimo è uno stamnos conservato a San Pietroburgo (Ermitage 810) recante una acclamazione ad un giovane di nome Kleophon.

## Attività
Frequenti nella sua produzione sono gli stamnoi con scene di partenza del soldato, uno dei migliori, da Vulci, conservato a Monaco di Baviera (Staatliche Antikensammlungen 2415), o con scene di comasti. Sempre a Monaco si conserva la pelike proveniente da Gela con la scena del ritorno di Efesto sull'Olimpo, un soggetto tipico del periodo arcaico, ma rappresentato con insolita pacatezza. Il movimento tipico di questo soggetto si trova invece sull'unico cratere a volute che sia noto all'interno della produzione di questo ceramografo, proveniente da Spina e conservato al Museo archeologico nazionale di Ferrara. Il ritorno di Efesto riempie il fregio inferiore mentre quello superiore presenta il dio Apollo con il corteo che si reca al tempio conducendo il bue sacrificale. Nei due fregi del cratere di Ferrara il Pittore di Cleofonte ancora guarda ai ritmi contrapposti del fregio partenonico, mentre nella serie di loutrophoroi funerarie (in stato frammentario ad Atene e a Oxford), alcune dipinte in policromia, sembra già partecipare della nuova atmosfera; il pittore vi ha rappresentato stele funerarie e scene di battaglia, per commemorare guerrieri deceduti nei primi anni della guerra del Peloponneso.